# Авдіяни
Авдіяни або антропоморфіти були сектою християн у IV столітті в Сирії та Скіфії, названих на честь свого засновника Авдія (або Аудея), який буквально сприйняв текст Буття 1:27 — про те, що Бог створив людину за власною подобою.

## Переконання
Відмінні вірування та практики включали як теологічний антропоморфізм, так і квартодециманізм.
- Антропоморфізм стверджує, що Бог має людську форму. Авдій сприйняв текст книги Буття, розділ 1, вірш 27 буквально, і стверджував, що Бог створив людей, щоб вони нагадували Його фізичну форму.
- Квартодецимани вшановували смерть Христа напередодні єврейської Пасхи замість дотримання римської традиції святкування Великодня в неділю.

## Історія
Авдій жив у Сирії в IV столітті. Його погляди поширювалися на Скіфію. Ближче до кінця IV століття течія авдіян поширилася на деяких африканських християн. Назва одного сирійського села, Джубб'аддін, (арамейською мовою) означає «колодязь Авдія».
У 325 році на Першому Нікейському соборі було постановлено, що всі християни повинні дотримуватися римської традиції святкування Великодня у Великодню Неділю, а не в день14 Нісана (єврейський Песах), як раніше робили т. зв. квартодецимани. Авдіяни, однак, продовжували квартодециманську практику.
Епіфаній Саламінський у своєму «Панаріоні» звернув увагу на авдіян (як і на інші секти, які він вважав єретичними). Хоча Епіфаній не завжди є надійним джерелом, він правильно цитує точку зору авдіян, що церква «відмовилася від пасхального обряду батьків за часів Костянтина з поваги до імператора, і змінила день, щоб задовольнити його».
Римські імператори Костянтин I Великий і Феодосій I видали закони, що переслідували авдіян, але секта все ще практикувала квартодециманізм в сирійській Антіохії в 380-х роках.
Отець Церкви Феодорит присвятив цій релігійній течії Розділ IX у своїй Церковній історії (том IV), назвавши його «Про єресь авдіян»:
Таким чином, славетний імператор звернув увагу на апостольські постанови, але Авдій, сирієць, з'явився в той час як вигадник нових постанов. Він давно почав виношувати беззаконня і тепер з'явився у своєму справжньому образі. Спочатку він абсурдно зрозумів уривок «Створімо людину за образом Нашим, за подобою Нашою». Через відсутність розуміння сенсу Божественного Письма він зрозумів, що Божественна істота має людську форму, і припустив, що вона оповита частинами тіла; бо Святе Письмо часто описує божественні дії під назвами людських частин, оскільки в такий спосіб Боже провидіння стає легше зрозумілим для людського розуму, нездатного сприйняти жодних нематеріальних ідей. До цього безбожництва Авдій додав інших подібних. Шляхом еклектичного процесу він прийняв деякі з маніхейських доктрин Мані і заперечував, що Бог Всесвіту є творцем світла і темряви. Але ці та всі подібні помилки прихильники його секти приховують.

 Вони стверджують, що вони відокремлені від зібрань Церкви. Але оскільки деякі з них займаються лихварством, а деякі живуть незаконно з жінками (без шлюбу), тоді як ті, хто невинний у цих звичаях, живуть у вільному спілкуванні з винними, вони приховують богохульство своєї доктрини, пояснюючи це тим, що вони живуть для себе. Проте це прохання є зухвалим і природним наслідком фарисейського вчення, бо фарисеї звинуватили Лікаря душ і тіл у своєму питанні до святих апостолів: «Як це ваш Учитель їсть з митарями та грішниками?» і через пророка Бог про таких людей говорить: «що говорить: „Спинись, не зближайся до мене, бо святий я для тебе!“ Оце дим в Моїй ніздрі, огонь, що палає ввесь день!». Але це не десята частина, щоб спростувати їх нерозумну помилку. Тому я переходжу до решти своєї розповіді.
Серед інших Отців Церкви, які виступали проти авдіянства, були Єронім і Кирило Александрійський, які зустрічали прихильників секти серед деяких єгипетських ченців. Кирило склав коротке спростування їхньої помилки, яку він приписав невігластву.

## Антропоморфізм
Також інших ранніх християнських письменників, таких як Мелітон Сардський, Тертуліан, Ориген і Лактанцій, звинувачували в антропоморфізмі.
Антропоморфізм відродився в Північній Італії в десятому столітті, але був фактично придушений єпископами, зокрема Ратерієм, єпископом Верони.
У наш час Бенні Хінна також звинувачують у викладанні певної форми антропоморфізму.